# Prix Goncourt
Prix Goncourt je prestižna francuska književna nagrada koja se dodjeljuje autoru najboljeg francuskog proznog djela objavljenog te godine.  
Edmond de Goncourt, uspješni autor, kritičar i izdavač, oporučno je dao cijelo svoje imanje za osnivanje i održavanje Académie Goncourt.  U čast njegovog brata i suradnika, Julesa Alfreda Huot de Goncourta, Akademija je svake godine, počevši 1903., u prosincu dodjeljivala Prix Goncourt.  O pobjedniku odlučuje žiri koji se sastaje svake godine u restoranu Drouant.  Nagrada, iako simbolička, osigurava književniku status zvijezde i bolju prodaju djela.  
Autor može nagradu dobiti samo jednom. To je prekršeno samo u jednom slučaju: Romain Gary ju je dobio 1956. godine, zatim opet 1975. pod pseudonimom Emile Ajar.  Neki od poznatih književnika koji su dobili nagradu su: Marcel Proust, Simone de Beauvoir, Andre Malraux, Georges Duhamel, Alphonse de Châteaubriant, Antonine Maillet.
Neke odluke o nagrađivanju su bile vrlo kontroverzne; najpoznatiji slučaj je dodjela 1919. godine kada je nagrađen Marcel Proust, iako su mnogi smatrali da nagradu trebao dobiti Roland Dorgeles za svoj roman o 1. svjetskom ratu, Les Croix de bois.  U poslijeratnom raspoloženju javno mišljenje je bilo naklonjeno Dorgelesu koji se borio u ratu dok je Proust kao astmatičar bio oslobođen od vojne službe.  Osim toga, Proust je tada imao 48 godina, a nagrada bi trebala biti dodjeljivana obećavajućim mladim autorima.
Glasanje 1932. godine je također bilo kontroverzno. Te godine je nagrađen Guy Mazeline iako je favorit mnogih bio Celine.  Sporno glasanje je čak 60 godina kasnije postalo predmet knjige Goncourt 32 Eugenea Saccomanoa.  
1987. pokrenuta je još jedna nagrada, Prix Goncourt des Lycéens, gdje u procesu izbora sudjeluju srednjoškolci.

## Vanjske poveznice
- Popis dobitnika nagrade na stranicama Académie Goncourt (fr.)